# Departement van de Schelde en Maas

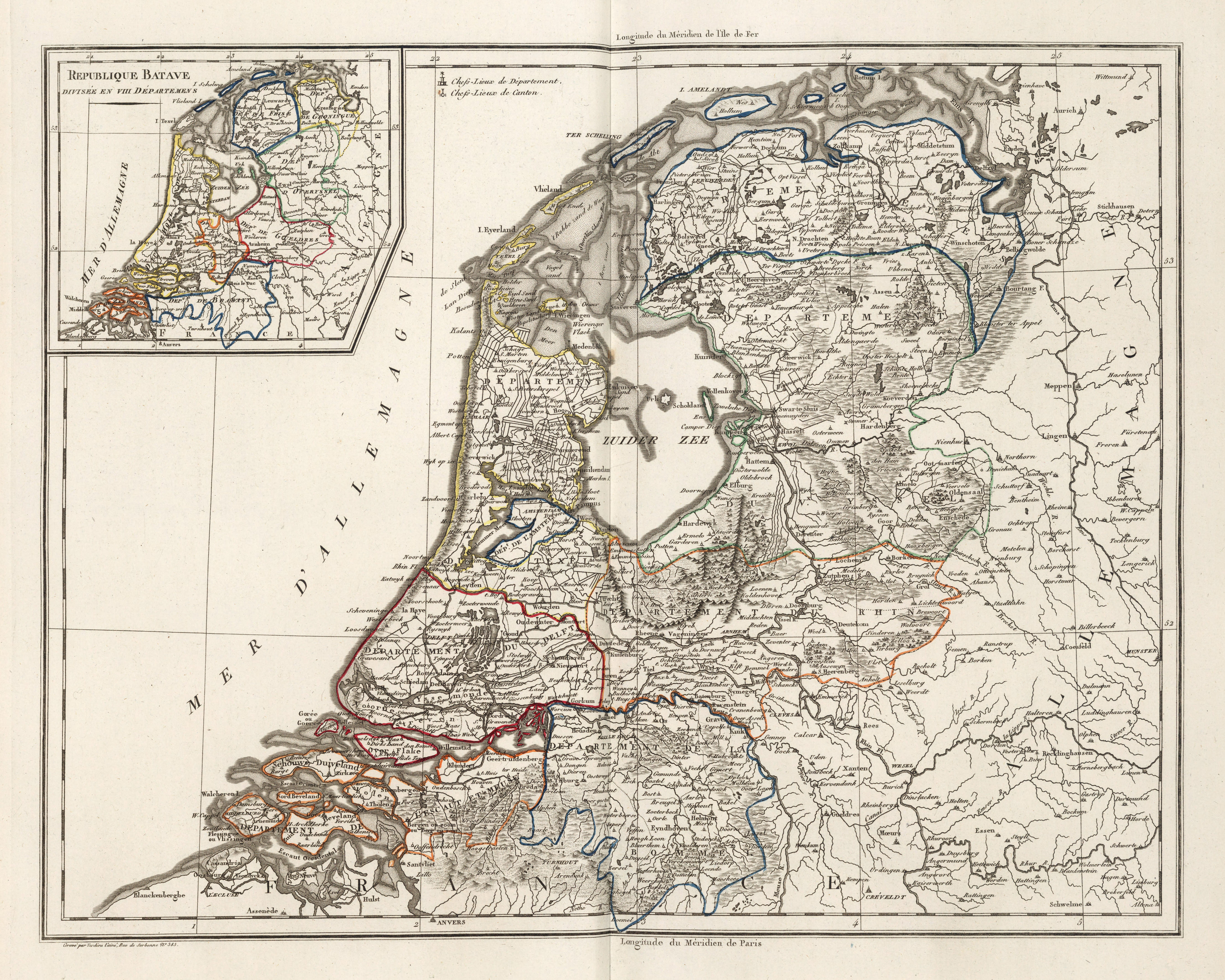
Bataafse Republiek en het Departement van de Schelde en Maas, 1804

Het departement van de Schelde en Maas was een departement van de Bataafse Republiek dat heeft bestaan van 1798 tot 1801. De hoofdstad was Middelburg.
Het omvatte na een grondwetsherziening in 1798 ongeveer het grondgebied van de voormalige gewesten Zeeland (zonder Zeeuws-Vlaanderen), Holland (ten zuiden van de Maas) en het westelijk deel van Bataafs-Brabant.
Bij het aantreden van het Staatsbewind in 1801 werd het departement weer opgeheven en werden de oude gewestelijke grenzen hersteld: de departementen Bataafs-Brabant, Holland en Zeeland werden ingesteld.

## Indeling
Boven de verschillende stads en dorpsbesturen bestond het departement van de Schelde en Maas ook uit een zevental 'ringen'. Een 'ring' was een bestuurlijke laag die zich vandaag de dag tussen het gemeentelijk en provinciale niveau in zou bevinden.
| Ring | Hoofdplaats | Aantal inwoners (1798) |
| ---- | ----------- | ---------------------- |
| Ie   | Middelburg  | 32821                  |
| IIe  | Goes        | 30791                  |
| IIIe | Zierikzee   | 30576                  |
| IVe  | Steenbergen | 29947                  |
| Ve   | Breda       | 31574                  |
| VIe  | Dordrecht   | 31350                  |
| VIIe | Brielle     | 30123                  |